# 刑事ガンさんシリーズ
刑事ガンさんシリーズ（けいじガンさんシリーズ）は、TBSテレビ系の「月曜ドラマスペシャル」で放映されていたドラマシリーズの一つ。全6作。制作はTBSと松竹。

## 概要・特色
- はみ出しの中年デカ・「ガンさん」ことベテラン刑事・草野岩平（山城新伍）が活躍し事件を解決していくコメディーサスペンスシリーズドラマ。ガンさんの妻・愛子（岡江久美子）などがレギュラー助演して脇を固める。

- 舞台は京都。草野の所属は府警本部刑事部の窓際部署である「特捜課」。捜査一課の刑事たちからは日々蔑まれる部署だが、その逆境をばねに独自の捜査で事件を解決に導く。

## 備考
- 1992年（平成4年）7月6日の月曜ドラマスペシャル枠で本放送された「京都葵祭り失跡事件・刑事ガンさん新登場!」が好評を受けシリーズ化された[注 1]。
- シリーズ第7作目も制作される予定であったが、諸事情により中止となり、1995年（平成7年）7月17日放送の第6作目で終了となった。
- 同じTBSテレビの2時間ドラマで三波伸介主演のサスペンスシリーズドラマ「刑事ガモさん」シリーズと混同される場合がある。

## レギュラー出演者
- 草野岩平（はみ出し刑事）…山城新伍（第1弾　‐　第6弾）婿養子だが女癖が悪く愛子とは別居中。旧知のマッサージ店の女将の所に居候をしている。
- 草野愛子（岩平の妻）…岡江久美子（第1弾　‐　第6弾）女癖の悪い岩平に愛想を尽かしているが、内心は信頼している模様
- 草野文子（愛子の母）…丹阿弥谷津子（第1弾　‐　第6弾）
- 草野小百合（岩平の娘）…瀬戸口真由（第1弾　‐　第6弾）
- 草野太輔（岩平の息子）…西尾塁（第1弾　‐　第6弾）
- 野崎六助（食い逃げの六助）…火野正平　高級料亭専門の常習食い逃げ犯。検挙される代わりにガンさんの捜査に協力させられる羽目に
- 横須賀昌美→芦川よしみ
- 鶴田忍
- 栗原悠
- 逢坂じゅん
- 柴田理恵
- 斉藤隆治
- 加藤正記
- 東田達夫

## ゲスト出演者・サブタイトル・放送年月日
| 話数 | 放送日         | サブタイトル             | ゲスト出演者（メイン） |
| ---- | -------------- | ------------------------ | --- |
| 1    | 1992年7月6日   | 京都葵祭り失跡事件       | 萩尾みどり、本田博太郎、中丸新将、牧冬吉、西山嘉孝、川村一代、北見唯一、須永克彦、有川正治、阿波地大輔、荻原郁三、山本弘                   |
| 2    | 1993年3月15日  | 京都嵐山紅葉祭り殺人事件 | 南條玲子、河原崎建三、天田俊明、川口敦子、大木聡、武田京子、五味龍太郎、楠年明、溝田繁、大木晤郎、白川浩二郎、松尾勝人、武井三二           |
| 3    | 1993年8月16日  | 京都祇園祭り殺人事件     | 原日出子 梅宮辰夫、有川博、高峰圭二、荒木雅子、田中弘史                                                                                    |
| 4    | 1994年7月18日  | 京都花の祭殺人事件       | 川島なお美、池畑慎之介、金田龍之介、金田賢一、高峰圭二、原哲男、下元年世                                                                   |
| 5    | 1994年12月12日 | 京都鞍馬祭り殺人事件     | 久野綾希子、西田健、中島ゆたか、織本順吉、鷲生功、芝本正                                                                                   |
| 6    | 1995年7月17日  | 京都平安絵巻殺人事件     | 麻丘めぐみ（星野志保）、北村和夫（宗像紅雲）、桂ざこば、中島久之（鶴島幸雄）、石田登星、林家ペー、林家パー子、青木卓司、楠年明、川崎あかね |

## スタッフ
※( )の数字は、担当した話数。
- 原作…保利吉紀(1)～(6)
- 脚本…石村嘉子(1)～、ほか
- 音楽…藤野浩一(1)～、ほか
- 監督…原田雄一(1)～(3)、(5)～(6)工藤栄一(4)
- 制作…TBS、松竹（京都映画株式会社・現松竹京都撮影所）